# Campionati europei di canottaggio 2013
I Campionati europei di canottaggio 2013 sono stati la 60ª edizione della manifestazione. Si sono svolti tra il 31 maggio e il 2 giugno 2013 a Siviglia, in Spagna.

## Programma
- Venerdì 31 maggio

9:00 Batterie
15:30 Ripescaggi
- Sabato 1º giugno

9:00 Semifinali C/D
9:14 Ripescaggi e Semifinali A/B
12:23 Finali D
12:30 Finali C
- Domenica 2 giugno

8:50 Finali B
10:33 Finali A

## Podi

### Uomini
| Evento                                | Oro | Tempo   | Argento | Tempo   | Bronzo | Tempo   |
| Singolo (dettagli)                    | Ondřej Synek | 7'36"35 | Marcel Hacker | 7'40"75 | Roel Braas | 7'45"95 |
| Due di coppia (dettagli)              | Italia Francesco Fossi Romano Battisti | 6'37"05 | Lituania Rolandas Maščinskas Saulius Ritter | 6'37"67 | Norvegia Nils Jakob Hoff Kjetil Borch | 6'38"97 |
| Due senza (dettagli)                  | Serbia Nenad Bedik Nikola Stojić | 7'02"59 | Polonia Wojciech Gutorski Jarosław Godek | 7'04"98 | Paesi Bassi Rogier Blink Mitchel Steenman | 7'08"27 |
| Quattro di coppia (dettagli)          | Germania Karl Schulze Paul Heinrich Lauritz Schoof Tim Grohmann                                                                                 | 6'07"41 | Polonia Dawid Grabowski Konrad Wasielewski Piotr Licznerski Adam Wicenciak                                                                                  | 6'09"51 | Italia Matteo Stefanini Simone Venier Luca Rambaldi Simone Raineri                                                                                        | 6'09"59 |
| Quattro senza (dettagli)              | Paesi Bassi Boaz Meylink Kaj Hendriks Mechiel Versluis Robert Lücken                                                                            | 6'21"79 | Romania Marius-Vasile Cozmiuc George Palamariu Cristi Ilie Pârghie Florin Curuea                                                                            | 6'23"83 | Germania Toni Seifert Felix Wimberger Malte Jakschik Max Planer                                                                                           | 6'24"94 |
| Otto (dettagli)                       | Germania Maximilian Munski Hannes Ocik Maximilian Reinelt Felix Drahotta Anton Braun Richard Schmidt Kristof Wilke Eric Johannesen Martin Sauer | 5'59"00 | Polonia Zbigniew Schodowski Michał Szpakowski Marcin Brzeziński Piotr Hojka Mikołaj Burda Piotr Juszczak Krystian Aranowski Rafał Hejmej Daniel Trojanowski | 6'00"31 | Paesi Bassi Sjoerd de Groot Ruben Knab Gerbren Spoelstra Thomas Doornbos Vincent van der Want Boudewijn Röell David Kuiper Govert Viergever Peter Wiersum | 6'00"93 |
| Singolo pesi leggeri (dettagli)       | Henrik Stephansen | 7'37"93 | Pedro Fraga | 7'38"84 | Jonathan Koch | 7'48"42 |
| Due di coppia pesi leggeri (dettagli) | Francia Stany Delayre Jérémie Azou | 6'56"61 | Norvegia Kristoffer Brun Are Strandli | 6'58"96 | Svizzera Simon Schürch Mario Gyr | 6'59"40 |
| Due senza pesi leggeri (dettagli)     | Svizzera Simon Niepmann Lucas Tramèr | 7'23"21 | Italia Guido Gravina Giorgio Tuccinardi | 7'24"52 | Spagna Xavier Vela Maggi Daniel Sigurjorsson Benet | 7'25"79 |
| Quattro senza pesi leggeri (dettagli) | Danimarca Kasper Winther Jacob Larsen Jacob Barsøe Morten Jørgensen                                                                             | 6'27"28 | Rep. Ceca Jan Vetešník Ondřej Vetešník Jiří Kopáč Miroslav Vraštil                                                                                          | 6'29"68 | Francia Franck Solforosi Guillaume Raineau Augustine Mouterde Thomas Baroukh                                                                              | 6'31"71 |

### Donne
| Evento                                | Oro | Tempo   | Argento | Tempo   | Bronzo | Tempo   |
| Singolo (dettagli)                    | Miroslava Knapková | 8'15"48 | Magdalena Lobnig | 8'18"24 | Inge Janssen | 8'21"30 |
| Due di coppia (dettagli)              | Lituania Donata Vištartaitė Milda Valčiukaitė | 7'21"87 | Polonia Magdalena Fularczyk Natalia Madaj                                                                                                   | 7'28"34 | Bielorussia Kacjaryna Karstėn Julija Bičyk | 7'31"94 |
| Due senza (dettagli)                  | Romania Cristina Grigoraş Andreea Boghian | 7'49"09 | Germania Kerstin Hartmann Marlene Sinnig | 7'51"56 | Ucraina Svitlana Novičenko Hanna Konceva | 7'57"26 |
| Quattro di coppia (dettagli)          | Germania Anne-Katrine Thiele Carina Bär Julia Richter Britta Oppelt                                                                                    | 6'45"01 | Paesi Bassi Wianka van Dorp Sophie Souwer Lisa Scheenaard Nicole Beukers                                                                    | 6'48"67 | Italia Laura Schiavone Giada Colombo Sara Magnaghi Gaia Palma | 6'49"57 |
| Otto (dettagli)                       | Romania Roxana Cogianu Ionela Zaharia Cristina Grigoraş Irina Dorneanu Adelina Cojocariu Andreea Boghian Camelia Lupaşcu Nicoleta Albu Daniela Druncea | 6'41"83 | Germania Lisa Kemmerer Anne Becker Sophie Paul Ulrike Sennewald Michaela Schmidt Ronja Schütte Julia Lepke Kathrin Marchand Laura Schwensen | 6'50"20 | Russia Julia Inozemceva Oksana Strelkova Anastasija Karabelščikova Aleksandra Fëdorova Tat'jana Afinogenova Anastasija Tichanova Elizaveta Tichanova Anastasija Žukova Ksenija Volkova | 6'53"32 |
| Singolo pesi leggeri (dettagli)       | Aikaterini Nikolaidou | 8'32"92 | Michaela Taupe-Traer | 8'36"59 | Marie-Anne Frenken | 8'39"14 |
| Due di coppia pesi leggeri (dettagli) | Italia Laura Milani Elisabetta Sancassani | 7'37"92 | Germania Lena Müller Anja Noske | 7'42"64 | Polonia Katarzyna Wełna Weronika Deresz | 7'47"10 |

## Medagliere
| Pos.   | Paese       | Oro | Argento | Bronzo | Totale |
| ------ | ----------- | --- | ------- | ------ | ------ |
| 1      | Germania    | 3   | 4       | 2      | 9      |
| 2      | Italia      | 2   | 1       | 2      | 5      |
| 3      | Rep. Ceca   | 2   | 1       | 0      | 3      |
| 3      | Romania     | 2   | 1       | 0      | 3      |
| 5      | Danimarca   | 2   | 0       | 0      | 2      |
| 6      | Paesi Bassi | 1   | 1       | 5      | 7      |
| 7      | Lituania    | 1   | 1       | 0      | 2      |
| 8      | Francia     | 1   | 0       | 1      | 2      |
| 8      | Svizzera    | 1   | 0       | 1      | 2      |
| 10     | Grecia      | 1   | 0       | 0      | 1      |
| 10     | Serbia      | 1   | 0       | 0      | 1      |
| 12     | Polonia     | 0   | 4       | 1      | 5      |
| 13     | Austria     | 0   | 2       | 0      | 2      |
| 14     | Norvegia    | 0   | 1       | 1      | 2      |
| 15     | Portogallo  | 0   | 1       | 0      | 1      |
| 16     | Bielorussia | 0   | 0       | 1      | 1      |
| 16     | Russia      | 0   | 0       | 1      | 1      |
| 16     | Spagna      | 0   | 0       | 1      | 1      |
| 16     | Ucraina     | 0   | 0       | 1      | 1      |
| Totale | Totale      | 17  | 17      | 17     | 51     |